# Rättegången mellan Johnny Depp och Amber Heard
| Johnny Depp (målsägare) och Amber Heard (tilltalad) |  | Johnny Depp (målsägare) och Amber Heard (tilltalad) |
| Johnny Depp (målsägare) och Amber Heard (tilltalad) |  |                                                     |

Rättegången mellan Johnny Depp och Amber Heard var en förtalsrättegång mellan de amerikanska skådespelarna Johnny Depp och Amber Heard, som pågick från 11 april 2022 till 1 juni 2022 i en delstatlig domstol (Fairfax County Circuit Court) i Fairfax i Virginia, USA. Depp var målsägare och anklagade Heard för förtal, i och med en debattartikel som hon skrivit i tidskriften The Washington Post i december 2018, där hon (enligt Depp) felaktigt anklagat honom för misshandel. Depp hävdade att denna text ska ha skadat hans rykte och begärde 50 miljoner dollar i skadestånd från Heard. Heard, i sin tur, hävdade att Depp, genom sin advokat, förtalat henne genom att hävda att hennes anklagelser mot honom var en "fälla" och "bluff", och stämde Depp på 100 miljoner dollar.
Hela rättegången livesändes på nätet och fick stor medial uppmärksamhet.

## Bakgrund
Skådespelarna Johnny Depp och Amber Heard träffades 2009 under inspelningen av filmen The Rum Diary och inledde ett förhållande 2012. Paret gifte sig den 5 februari 2015. Den 23 maj 2016 ansökte Heard om skilsmässa, och den 27 maj dök hon upp i en domstol med ett förmodat blåmärke i ansiktet, en skada som hon påstod hade orsakats av Johnny Depp, och fick igenom ett tillfälligt besöksförbud mot denne. Depp var vid detta tillfälle på en Europaturné med Hollywood Vampires.
Depp förnekade att han hade misshandlat Heard, och hans advokater hävdade att hon bara försökte säkra sin ekonomiska situation genom att anklaga Depp för misshandel. Paret kom senare överens, och Heard drog tillbaka sin ansökan om besöksförbud. I och med skilsmässan mottog Heard 7 miljoner dollar från Depp, och i ett uttalande till TMZ sa Heard att hela denna summa skulle doneras till välgörenhet, och delas upp mellan American Civil Liberties Union (ACLU) och ett barnsjukhus i Los Angeles. Skilsmässan gick igenom i januari 2017.
I december 2018 publicerade The Washington Post en debattartikel, skriven av Amber Heard, med titeln "Amber Heard: Jag stod upp mot sexuellt våld – och mötte vår kulturs vrede. Det måste ändras." I artikeln skrev Heard bl.a. dessa två citat:
"För två år sedan blev jag en offentlig person som representerar våld i hemmet, och jag fick med full kraft känna på vår kulturs vrede mot kvinnor som träder fram. [...] Jag hade en sällsynt position där jag i realtid kunde se hur institutioner skyddar män som anklagas för misshandel." (Ur artikeln i Washington Post).
Artikeln nämnde aldrig Johnny Depp vid namn, men hänvisningarna till Heards anklagelser 2016 gjorde att flera gjorde kopplingen till Depp, och vissa tidskrifter skrev ut Depps namn. I början av 2019 stämde Depp Heard på 50 miljoner dollar på grund av denna debattartikel, och hävdade bl.a. att han hade fått sparken från sin roll som Jack Sparrow i Pirates of the Caribbean-serien av Disney, fyra dagar efter att artikeln publicerades. Vidare anklagade han Heard för att ha misshandlat honom under deras äktenskap. Bl.a. ska Heard, enligt Depp, ha kastat en vodka-flaska på honom, som ska ha skurit av toppen av hans långfinger.
Amber Heard anklagade i sin tur Depp för att föra en smutskastningskampanj mot henne. Den 10 augusti 2020 lämnade hon in en stämningsansökan mot Depp och krävde ett skadestånd på 100 miljoner dollar från denne, efter att hans advokat Adam Waldman den 8 april 2020 i den brittiska tidningen Daily Mail och sagt att hennes anklagelser mot Depp var "falska" och en del i en stor "bluff". Heards stämning grundade sig på dessa tre citat:
"Amber Heard och hennes vänner i media använder falska anklagelser om sexuellt våld som både ett svärd och en sköld, beroende på deras behov. De har valt några av hennes sexuella våldsbluffs-"fakta" som svärd, [och] tillfogar dem allmänheten och Mr. Depp. [...] Detta var helt enkelt ett bakhåll, en bluff. De lurade Mr. Depp genom att ringa polisen men det första försöket fungerade inte. Officerarna kom till takvåningarna, genomsökte och intervjuades noggrant och gick därifrån efter att inte ha sett några skador på ansikte eller egendom. Så Amber och hennes vänner hällde ut lite vin och stökade till stället, samstämde sina berättelser direkt under ledning av en advokat och publicist och ringde sedan ett andra samtal till 911. [...] Vi har nått början på slutet av Ms. Heards misshandels-bluff mot Johnny Depp." (Ur artikeln i Daily Mail).

## Rättegången
Rättegången startade den 11 april 2022, och hölls i Fairfax i Virginia, eftersom det är där som The Washington Post har sin tryckpress och onlineserver. Depps advokater var Camille Vasquez och Ben Chew. Heards advokater var Elaine Bredehoft och Ben Rottenborn. En jury var närvarande I rättssalen, och domare i målet var Penney Azcarate.
Amber Heard vittnade i rätten om att Johnny Depps drog- och alkoholmissbruk gjorde honom våldsam och svartsjuk. Depp förnekade detta, och hävdade i sin tur att han aldrig har slagit en kvinna i hela sitt liv.
Amber Heard hävdade i början av rättegången att artikeln i The Washington Post, som inte namngav Johnny Depp, inte heller handlade om honom. Enligt henne var det Depp själv som fick artikeln att handla om honom. Under rättegångens sista vecka, när hon blev tillfrågad av Depps advokat Camille Vasquez om hon hade förväntat sig att flera människor skulle vittna till förmån för Depp, svarade hon "Jag vet hur många människor som kommer att komma ut och säga vad som helst för honom. Det är hans makt. Det var därför jag skrev artikeln. Jag pratade om det fenomenet. Hur många människor kommer att stödja honom och falla till hans makt? Han är en väldigt mäktig man, och folk älskar att utföra tjänster för en mäktig man." Detta uttalande tog flera som ett indirekt erkännande från hennes sida om att artikeln egentligen handlade om Johnny Depp.
Terence Dougherty, en av ACLU:s medarbetare, vittnade i rättegången om att ACLU hjälpte Amber Heard att utarbeta och granska hennes debattartikel i The Washington Post, då hon var en ambassadör för dem. Han berättade att Heard från början ville få in fler referenser till Johnny Depp i artikeln, så att folk skulle förstå kopplingen, men övertalades av sina advokater att dra ner på dessa. Vidare berättade Dougherty att ACLU bara hade mottagit omkring 350 000 dollar från Heard, av de utlovade 3,5 miljoner dollar som hon lovat att donera efter sin skilsmässa.
När Amber Heard senare blev tillfrågad av Vasquez angående sin påstådda donation, erkände Heard att hon ännu inte hade donerat hela summan på 7 miljoner dollar till välgörenhet. En video visades där Heard, i ett holländskt TV-program i oktober 2018, hävdade att pengarna hade donerats till välgörenhet, och även hennes vittnesmål från en brittisk domstol lästes upp där hon (under ed) påstått att hon hade donerat hela summan till välgörenhet. Heard förklarade att hon använder uttrycken "lova [att donera]" och "donera" synonymt med varandra. Hon hävdade även att hon hade hamnat i en ekonomisk knipa när Johnny Depp stämt henne, vilket ska ha gjort henne oförmögen att fortsätta donationen. Vasquez argumenterade dock att Heard hade fått hela summan på 7 miljoner dollar 13 månader innan Depp stämde henne.
Först berättade Heard att hennes och Depps första år tillsammans hade varit ett magiskt år, och att han misshandlade henne första gången i början av 2013, när hon skrattat åt en av hans tatueringar. Senare i sitt vittnesmål ändrade hon tidpunkten för händelsen och påstod att den inträffade i början av 2012, tidigt under deras relation. Vasquez ifrågasatte hur Heard plötsligt ska ha "raderat ett helt år av magi", och även varför Heard år 2012 ska ha gett Depp en stor kniv med texten “hasta la muerte” ("till döden") som present, om han hade varit våldsam mot henne under denna tid. Heard försvarade sig genom att påstå att Johnny Depp "tog en paus" från att vara våldsam i mitten av 2012, och menade att hon inte var rädd för att han skulle hugga henne med kniven.
I rätten beskrev Heard en incident som ska ha inträffat en kväll år 2013, i en trailer som paret bodde i på Hicksville Trailer Palace. Enligt Heard ska Depp ha blivit svartsjuk på en kvinna och anklagat denne för att flirta med Heard (som är bisexuell). Efter detta ska Depp, enligt Heard, ha misshandlat henne inne i trailern, och även förstört insidan av bostaden, vilket ska ha förargat ägaren. Depp höll med om att det hade haft ett bråk inne i trailern, men förnekade att han hade misshandlat Heard. Dåvarande ägaren till Hicksville Trailer Palace, Morgan Higby Night, vittnade senare i rättegången och förnekade att trailern var "förstörd", utan förklarade att endast en lampa var trasig. Night vittnade även om att det egentligen var Heard, och inte Depp, som hade verkat upprörd under den aktuella kvällen, och att det var hon hade börjat skrika på Johnny Depp.
Heard vittnade även om att Johnny Depp vid ett tillfälle 2014 ska ha slagit henne upprepade gånger i ansiktet, så till den grad att hon ska ha fått en bruten näsa. I korsförhör med Camille Vasquez visades bilder upp från en tillställning kvällen därpå, där Heard är fotograferad utan några synliga skador. Amber ändrade sin berättelse till att det "kändes" som om hennes näsa var bruten, men tillade att hon var sminkad vid eventet och vidhöll att Johnny hade slagit henne flera gånger i ansiktet. Vasquez ifrågasatte avsaknaden av skador på Ambers ansikte vid flera tillfällen, då Johnny Depp ofta bär stora ringar på fingrarna, vilket bör ha lämnat synliga skador.
Heard berättade även om en incident som, enligt henne, inträffade den 15 december 2015. Depp ska då ha skallat henne, försökt att kväva henne med en kudde och upprepade gånger ha slagit henne, under tiden som han ska ha skrikit glåpord åt henne. Detta ska ha gett Heard två blåtiror, en sprucken och svullen läpp och (vad hon trodde var) en bruten näsa. Depps team visade upp foton och en video från hennes medverkan dagen därpå (16 december) i The Late Late Show with James Corden, där hon förefaller vara helt utan skador. Heard hävdade att hon hade sminkat över skadorna inför showen.
Som bevis för Depps påstådda misshandel hade Amber Heard ett flertal digitala fotografier på sig själv med synliga märken i ansiktet. Depps team tog in en expert som analyserade bilderna och kom fram till att ingen av bilderna kunde valideras, och att flera av bilderna hade redigerats i ett redigeringsprogram på datorn. Camille Vasquez visade även upp två foton för Amber Heard, som föreföll vara samma foto, men som hade presenterats av Heards team som bevismaterial för två separata incidenter (15 december 2015, och 21 maj 2016). Vasquez bad Heard att förklara vilket foto som hörde till vilken incident, vilket hon inte kunde göra.
Den 21 april 2016 anlände Johnny Depp för sent till Heards 30-årsfest, efter att ha haft ett möte angående sin ekonomiska situation. Efter festen ska Heard, enligt Depp, ha blivit arg på honom för hans sena ankomst och skrikit och slagit honom. Depp påstod att han inte återgäldade slagen, utan bara begav sig därifrån. När Heard morgonen därpå hade rest till Coachella hittade städerskan avföring på Depps sida i parets gemensamma säng. Foton togs av avföringen, och dessa visades i rätten. När Johnny Depp träffade Amber Heard nästa gång (21 maj 2016) och anklagade henne för att ha bajsat i sängen, ska hon ha försökt skylla det på parets hundar. Johnny Depp avfärdade detta, då dessa hundra är teacup yorkies som väger ca. 2 kg var, och inte hade kunnat frambringa sådan avföring. Enligt en av Johnny Depps säkerhetsvakter, Sterling Jenkins, som körde Heard till Conchella, ska Heard ha erkänt inför honom att avföringen i sängen var ett "hemskt practical joke som gick fel". Heard vittnade om att det i stället ska ha varit Depp som attackerat henne på kvällen efter hennes 30-årsfest. Hon förnekade att hon hade bajsat i sängen, och menade att deras hund Boo ska ha haft konstanta magbesvär sedan han hade ätit Depps marijuana som valp. Därutöver förnekade hon även att hon ska ha haft en konversation med Sterling Jenkins.

### Ljudklipp
Ett flertal ljudklipp spelades upp i rättegången, från båda parterna. I ett av ljudklippen kan man höra Johnny Depp säga till Amber att han skallade henne i pannan. I sitt vittnesmål förnekade Johnny Depp att så hade varit fallet, och att han vid inspelningen av ljudklippet bara hade hållit med om vad Amber Heard påstod, för att hålla henne nöjd. Enligt honom ska han vid det aktuella tillfället försökt skydda sig själv under ett av Amber Heards raseriutbrott, och därför hållit fast henne, och när hon sedan försökte lösgöra sig så råkade deras huvuden stöta samman. Enligt honom var en "skallning" en "extrem definition" av vad som inträffat.
Vidare spelades ljudklipp upp där Amber Heard säger att hon har kastat kastruller och stekpannor på Depp, och anklagar honom för att dra sig undan till toaletten varje gång de bråkar. I ett annat ljudklipp hörs Heard upprepade gånger säga till Johnny Depp att hon slog honom och kallar honom för en "bäbis", och även erkänner att hon startade ett slagsmål. Senare i samma ljudklipp säger hon även att "Jag kan inte lova att jag inte blir fysisk igen." I ännu ett ljudklipp hörs Heard säga till Depp "Berätta för världen, Johnny! Säg till dem "Jag, Johnny Depp, en man, jag är också ett offer för misshandel", [...] och se hur många som tror eller stöttar dig." Heard förnekade i rätten att hon någonsin misshandlat Depp, och menade att hon endast slagit tillbaka i självförsvar.

### Domen
Efter att slutpläderingarna lästs upp den 27 maj, lämnades ärendet över till juryn att överlägga och bestämma en dom. Den 1 juni lästes domen upp, där det sades att juryn kommit fram till att Amber Heard hade förtalat Johnny Depp på alla tre uttalanden, samt att hon gjort detta medvetet för att skada honom. Juryn dömde Heard till att betala 10 miljoner dollar i skadestånd till Depp, och 5 miljoner dollar i straffskadestånd. Eftersom gränsen för straffskadestånd i Virginia är 350 000 dollar, sänktes detta belopp ner till denna gräns.
Juryn fann även att Heard hade blivit förtalad av Depp, genom uttalanden av dennes advokat Adam Waldman, i ett av tre uttalanden. Depp dömdes till att betala Heard 2 miljoner i skadestånd, men inget i straffskadestånd.

## Reaktioner
Michelle Dauber, professor vid Stanford University, kritiserade domare Penney Azcarates beslut att låta livesända rättegången. Hon menade att beslutet att "tillåta sändningen av den här rättegången är det enskilt värsta beslutet i nutid som jag kan tänka mig för personer drabbade av våld i nära relationer och sexuellt våld. Det kommer att få konsekvenser långt utöver det här fallet."
Utgången och den mediala uppmärksamheten av rättegången har fått flera oroa sig för hur detta kommer att få konsekvenser för effekterna av Metoo, och för kvinnliga offer som vill komma fram med sina anklagelser mot manliga förövare. Andra har hyllat rättegången som ett slag mot Cancel culture och ett framsteg för trovärdigheten hos manliga offer för misshandel.
Majoriteten av folk som uttalade sig på nätet under rättegången var på Depps sida.
Dagen efter domen medverkade Amber Heards advokat Elaine Bredehoft i en intervju med NBC, där hon insinuerade att juryn i målet ska ha påverkats av sociala medier rörande rättegången (något som alla i juryn svurit en ed att inte göra), och att detta ska ha fått dem att döma till Johnny Depps fördel.
I mitten av juni uttalade sig en anonym medlem ur juryn i en intervju med Good Morning America, och berättade bl.a. att juryn inte fann Amber Heards vittnesmål trovärdigt, och istället ansett att hon bara grät krokodiltårar i vittnesbåset. "Det verkade som om hon kunde vända på sina känslor. Hon kunde svara på en fråga gråtande och två sekunder senare bli iskall. Det verkade inte naturligt." Jurymedlemmen lär personligen ha dragit slutsatsen att det skedde ömsesidig misshandel i förhållandet, men menade att Heards team inte hade kunnat bevisa att Depps misshandlade henne fysiskt. Majoriteten av juryn lär dock ha ansett av Heard var förövaren, och funnit det obehagligt att hon ständigt tittade rakt på dem när hon besvarade frågor under sina vittnesmål. Slutligen förnekade jurymedlemmen också att någon i juryn ska ha blivit mutad eller på något sätt påverkad av sociala medier.

### Överklagan
I intervjun med NBC den 2 juni sa Bredehoft att Amber Heard "absolut" vill överklaga domen. Den 8 juli lämnade Heards advokater in en ansökan om att domen i målet skulle ogiltigförklaras, och krävde en ny rättegång. Man argumenterade att domstolen i Virginia hade bett en 77-årig man att tjänstgöra i juryn, men att en 52-åring med samma namn, som bodde på samma adress, istället hade infunnit sig och suttit i juryn. Den 13 juli nekade domare Azcarate Heards begäran om en ny rättegång, och argumenterade att jurymedlemmen ifråga hade blivit granskad, och att "det enda beviset inför denna domstol är att jurymedlemmen och alla jurymedlemmar följt sina eder, domstolens instruktioner och order."' Dessutom så hade både Heards och Depps advokater innan rättegången fått tillfälle att granska alla jurymedlemmar, och funnit dem acceptabla.
Den 21 juli överklagade Heard domen, med argumentet att domstolen inte dömt rättvist i enlighet med första tillägget. Dagen därpå, den 22 juli, överklagade även Johnny Depp domen. En källa till tidskriften Deadline lär ha sagt att även om domen var "överväldigande positiv" för Depp, så överklagar han dels för att säkerställa att hela protokollet och alla relevanta juridiska frågor blir övervägda av appellationsdomstolen.
I december 2022 kom parterna överens om att ingå i en förlikning, och det beslutades att båda sidorna skulle lägga ner sina överklaganden, samt att Heard endast skulle betala en miljon dollar till Depp.